# Manuel de la Calva Diego
Manuel de la Calva Diego (Barcelona, 15 de febrer de 1937) és un cantant i compositor català, conegut per ser integrant del Dúo Dinámico.

## Biografia
A la primerenca edat de 20 anys comença a treballar com a mecànic torner a l'empresa Elizalde SA i allí coneix a qui seria la seva parella artística durant almenys cinquanta anys, Ramón Arcusa. A la festa de Nadal de 1958 de l'empresa, tots dos van cantar junts els temes Blanc Nadal (White Christmas) i Gondolier. Seria l'inici de la seva perllongada col·laboració musical com Dúo Dinámico.
Tots dos es van convertir en els primers ídols de la música pop i pioners del conegut com a fenomen de les fans a Espanya i rodarien quatre pel·lícules.
És a més coautor de La, la, la, el tema amb el qual Espanya va guanyar el Festival de la cançó d'Eurovisió a 1968. La seva faceta de compositor es completa, de nou al costat d'Arcusa, amb alguns dels més famosos temes interpretats per Julio Iglesias com Sóc un truà, sóc un senyor i Em vaig oblidar de viure.
En 2006 va intervenir al concurs de TVE Mira quién baila.